# Sutter-Laumann
Adolphe Charles Marie Sutter, dit Sutter-Laummann, né à Paris le 7 janvier 1850à Paris et mort le 10 avril 1892 dans la même ville, est un écrivain, journaliste et homme politique français. 
Dans son ouvrage, Histoire d'un trente sous (1870-1871), il évoque un de ses amis peintre élève de Jean-Léon Gérôme : Alcide D., il s'agit d'Alcide-Paul Duquenne, témoin à la déclaration de naissance de son fils Louis Sutter en 1881.
Il est le frère du romancier Ernest Maurice Laumann (1863-1928).

## Œuvres
- Les Meurt-de-faim, Paris, Librairie des publications,, s.d.(vers 1877) [3].
- Par les routes. À la mer. Bouquets anciens. Portraits et paysages. Joies et tristesses, Paris, Lemerre, 1886 [4].
- Au Val d'Andorre, Paris, Mourlon, 1888 [5].
- Histoire d'un trente sous (1870-1871), Paris, A. Savine, 1891 [6].
- L'Ironie du sort, Paris, A. Savine, 1892 [7].

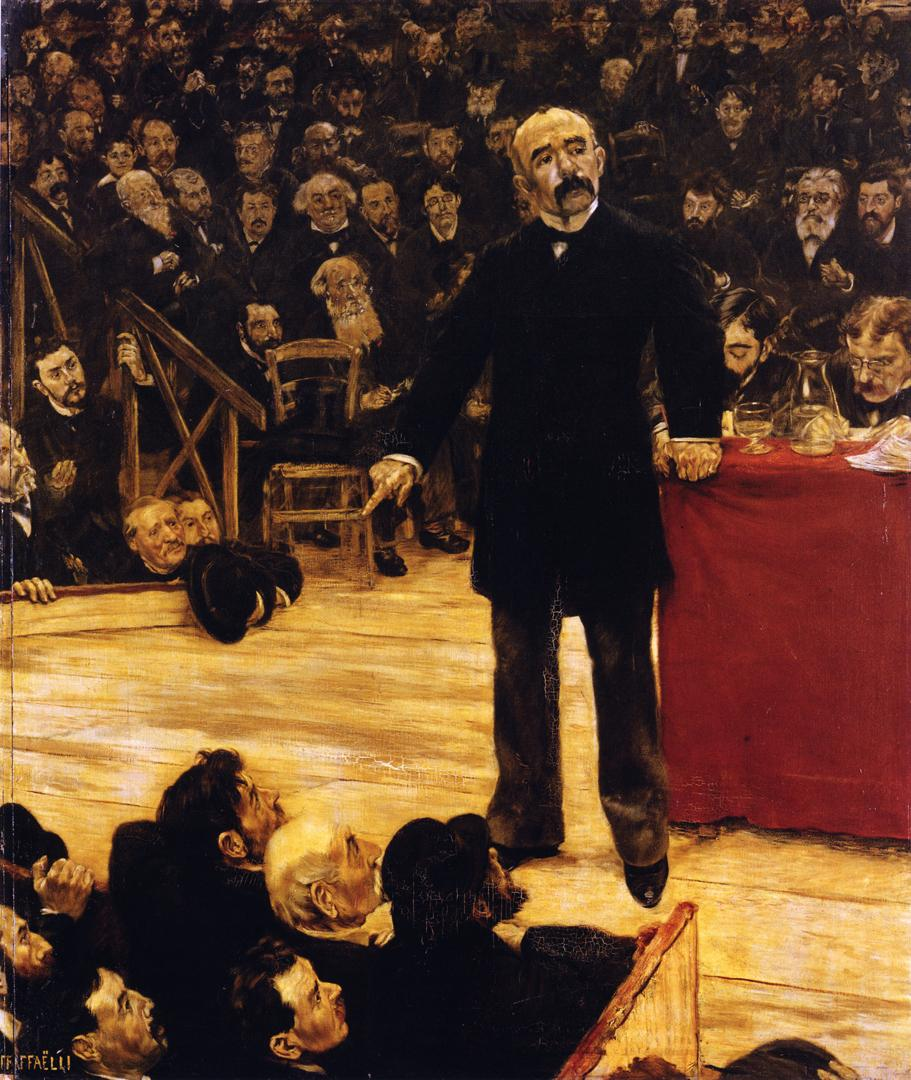
Georges Clemenceau prononçant un discours dans une réunion électorale

## Iconographie
Il figure sur un tableau de Jean-François Raffaëlli: Georges Clemenceau prononçant un discours dans une réunion électorale, Paris, musée d'Orsay, le personnage à lunettes écrivant .